# 安粗岩
安粗岩（英語：Latite）是一種火山噴出岩，具有隱晶岩-無晶岩至無晶岩-斑狀的紋理構。其礦物組合通常為含量相等的鹼長石和斜長石，石英含量低於 5%。但是在含有似长石的安粗岩中缺失石英，而在含有石英的安粗岩中不含橄欖石。 當石英含量大於 5% 時，岩石被歸類為石英安粗岩。 安粗岩一般含黑雲母、角閃石、輝石和稀有橄欖石或石英。 含有似长石的安粗岩 有時被稱為“tristanite”。 
菱斑岩9Rhomb porphyries0是一種少見的安粗岩品種，它具有灰白色的菱形斑晶嵌在非常細粒的紅棕色基質中。 根據QAPF分類圖表，菱斑岩分劃到粗面岩 - 安粗岩區中。
在保加利亞  發現的安粗岩是在熔岩中，在美國南達科他州發現的安粗岩是在岩蓋中。